# Anton Weiss-Wendt
Anton Weiss-Wendt (geboren 27. Mai 1973 in Narva, Estnische SSR) ist ein estnischer Historiker.

## Leben
Anton Weiss-Wendt studierte an der Universität Tartu. Er wurde in Jüdischer Geschichte an der Brandeis University promoviert. Seit 2006 arbeitet er in Oslo am Zentrum für Holocaust- und Minderheitenstudien. 2018 wurde er zum Professor ernannt.
Weiss-Wendt forscht zur Geschichte der Juden in Estland, zum Holocaust und zur Minderheitenpolitik in der Sowjetunion.

## Schriften (Auswahl)
- Must-valge linn : Vana-Narva fotoajalugu : Schwarz-weiße Stadt. Tallinn : A. Weiss-Wendt, 1997
- Murder Without Hatred: Estonians and the Holocaust. Syracuse University Press, 2009, ISBN 978-0-8156-3228-3
- Small Town Russia: Childhood Memories of the Final Soviet Decade. FAP Books, Florida Academic Press, 2010, ISBN 978-1-890357-26-9
- Eradicating Differences: The Treatment of Minorities in Nazi-Dominated Europe. 2010
- Anton Weiss-Wendt, Rory Yeomans (Hrsg.): Racial Science in Hitler’s New Europe, 1938–1945. Lincoln: University of Nebraska Press, 2013, ISBN 978-0-8032-4605-8
- (Hrsg.): The Nazi Genocide of the Roma: Reassessment and Commemoration. Berghahn, New York 2013
- On the Margins: About the History of Jews in Estonia. Central European University Press, 2017, ISBN 978-963-386-165-3
- The Soviet Union and the Gutting of the UN Genocide Convention. Madison: University of Wisconsin Press, 2017, ISBN 978-0-299-31290-9
- Documents on the Genocide Conventions from the American, British, and Russian Archives. London: Bloomsbury Publishers, 2018
- Casuistry of Blood: Genocide in the Geopolitical Discourse of the Cold War. Rutgers, NJ: University of Rutgers Press, 2018
  - Band 1 The Politics of International Humanitarian Law, 1933–1948
  - Band 2 The Ideology of a Humanitarian Treaty, 1949–1988
- Putin’s Russia and the Falsification of History: Reasserting Control over the Past. Bloomsbury, 2020